# Chrysometa alboguttata
Chrysometa alboguttata este o specie de păianjeni din genul Chrysometa, familia Tetragnathidae. A fost descrisă pentru prima dată de O. P.-cambridge, 1889. Conform Catalogue of Life specia Chrysometa alboguttata nu are subspecii cunoscute.